# Håkan Hansson
Ulf Håkan Hansson, född 31 augusti 1952 i Grönby församling, Malmöhus län, är en svensk politiker som var riksdagsman för Centerpartiet från Malmöhus läns valkrets perioden 1988–1991.
Hansson inledde sin politiska bana i Centerpartiets ungdomsförbund (CUF) i Skåne och var vice förbundsordförande i CUF 1981–1983. Han var en av industriminister Nils G. Åslings medarbetare på Industridepartementet under Fälldinregeringarna 1979–1982. Han var marknadsdirektör på Sveriges föreningsbankers förbund 1986–1989 och styrelseledamot i TV4 1987–1992.